# Stadtpfarrkirche St. Nikolaus (Gundelsheim)

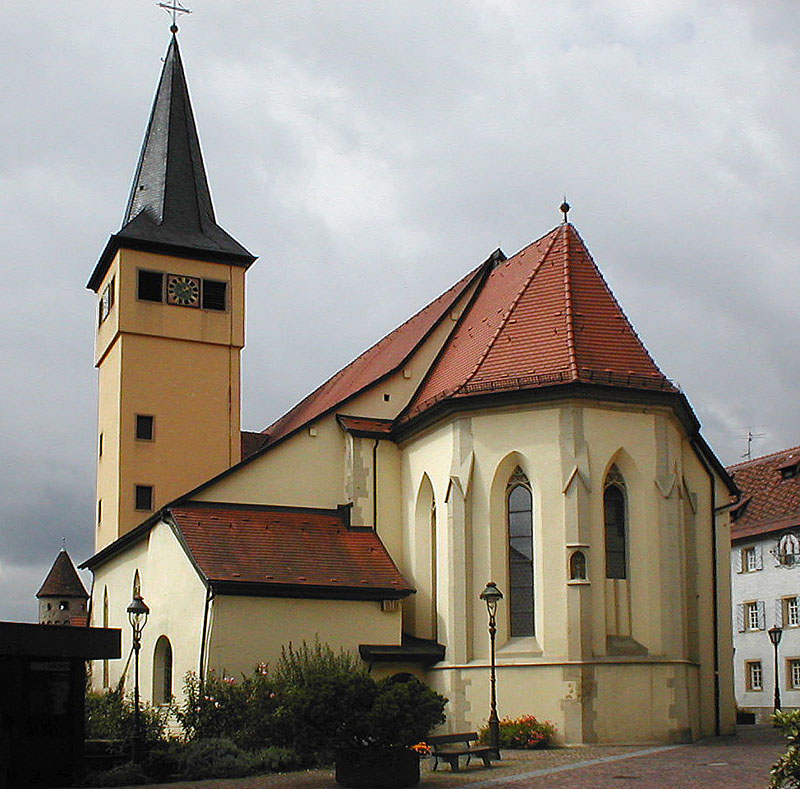
Stadtpfarrkirche St. Nikolaus in Gundelsheim

Die katholische Stadtpfarrkirche St. Nikolaus in  Gundelsheim ist eine ehemalige Spitalkirche des Deutschen Ordens, die auf eine mittelalterliche Anna-Kapelle zurückgeht. Die Stadtpfarrkirche gehört zur Seelsorgeeinheit Krumme Ebene – Gundelsheim im Dekanat Heilbronn-Neckarsulm der Diözese Rottenburg-Stuttgart.

## Geschichte
Die mit dem Chor nach Osten ausgerichtete Anna-Kapelle, die sich am südlichen Ende der mittelalterlichen Stadt direkt an Stadtmauer und Stadtgraben befand, wurde im 15. Jahrhundert nach Süden um eine Frühmess-Kapelle mit gotischem Netzgewölbe und um den Kirchturm mit gotischen Maßwerkfenstern erweitert. Diese erste Vergrößerung der Kirche steht höchstwahrscheinlich in Zusammenhang mit der Stiftung des Gundelsheimer Spitals durch den Deutschmeister Eberhard von Saunsheim 1420 oder 1442. Das zweigeschossige Spitalgebäude mit einer Grundfläche von zehn auf zehn Metern wurde mit einem überdachten Gang westlich an die Kirche angebaut. Die Nikolauskirche diente lange Zeit ausschließlich dem Spital, da der Deutsche Orden die seit 1295 ebenfalls in Gundelsheim bestehende Georgskapelle (heute: Friedhofskapelle) als Stadtkirche ausbauen ließ (Vergrößerung des Chors 1472).
Im Bauernkrieg 1525 wurden Kirche und Spitalgebäude beschädigt, anschließend jedoch wiederhergestellt. Das Spitalgebäude hat sich in der Folgezeit rasch als zu klein erwiesen, so dass 1593 ein benachbartes Gebäude vom Deutschen Orden erworben und zum Spital umgebaut wurde. Um 1700 wurde die Kirche barockisiert, bei diesem Umbau wurde auch nördlich des Chors ein kleiner Anbau mit Außentür ergänzt, der die Jahreszahl 1701 trägt. Das Kirchenschiff wurde 1922/23 nach Westen (wo sich das alte Spital befand) um etwa das Doppelte verlängert und um ein Seitenschiff nach Norden erweitert, so dass sich der 1976 erneuerte ursprüngliche Westturm heute in der Mitte der Kirche befindet.
Frühmesskapelle und nördliches Seitenschiff sind durch großzügige gotische Bögen offen mit dem Hauptschiff verbunden.

## Ausstattung

### Barocke Haupt- und Seitenaltäre

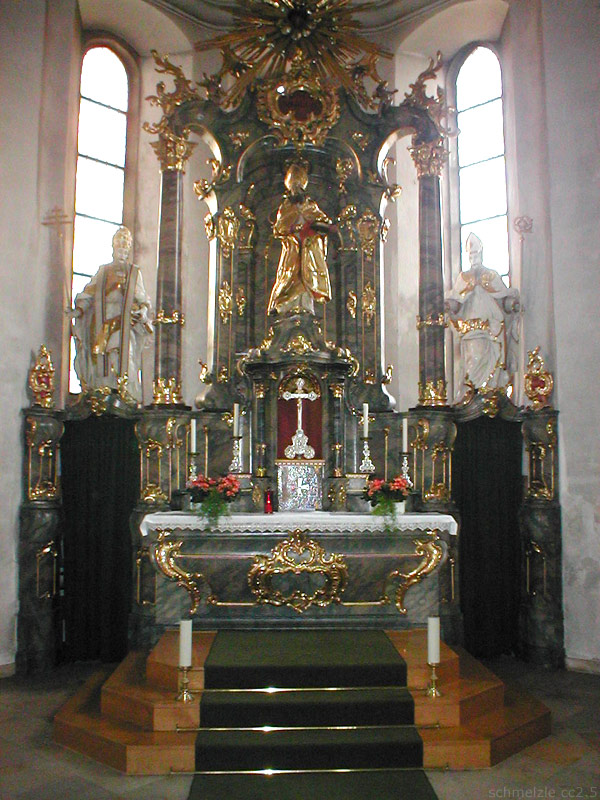
Hauptaltar der Stadtpfarrkirche

In der Kirche befinden sich mehrere barocke Altäre: Der Hauptaltar im Chor zeigt Nikolaus von Myra, der als Symbol drei goldene Äpfel trägt, flankiert von Papst Urban I. mit Trauben und Bischof Blasius von Sebaste mit einer Kerze. Die Nebenaltäre sind Maria und Josef geweiht. Haupt- und Nebenaltäre sind aus Holz und marmoriert angemalt.

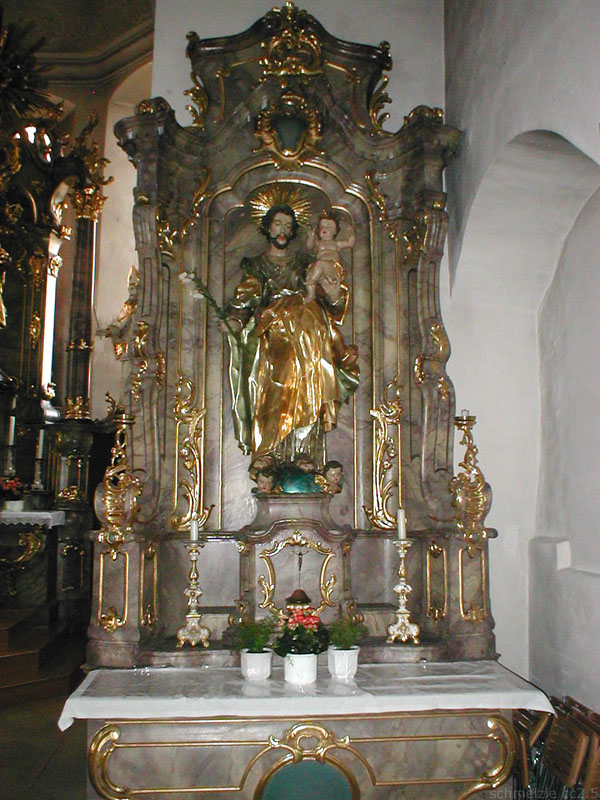
Josefsaltar
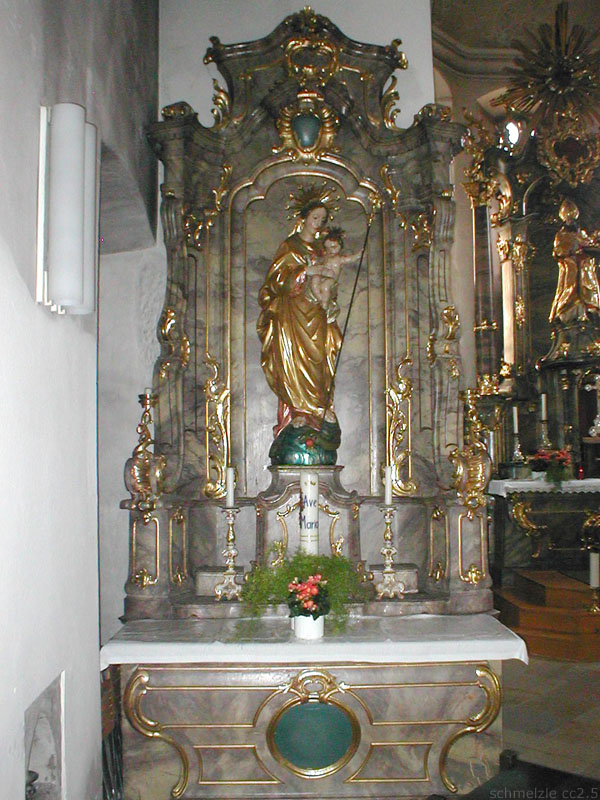
Marienaltar

### Annenaltar

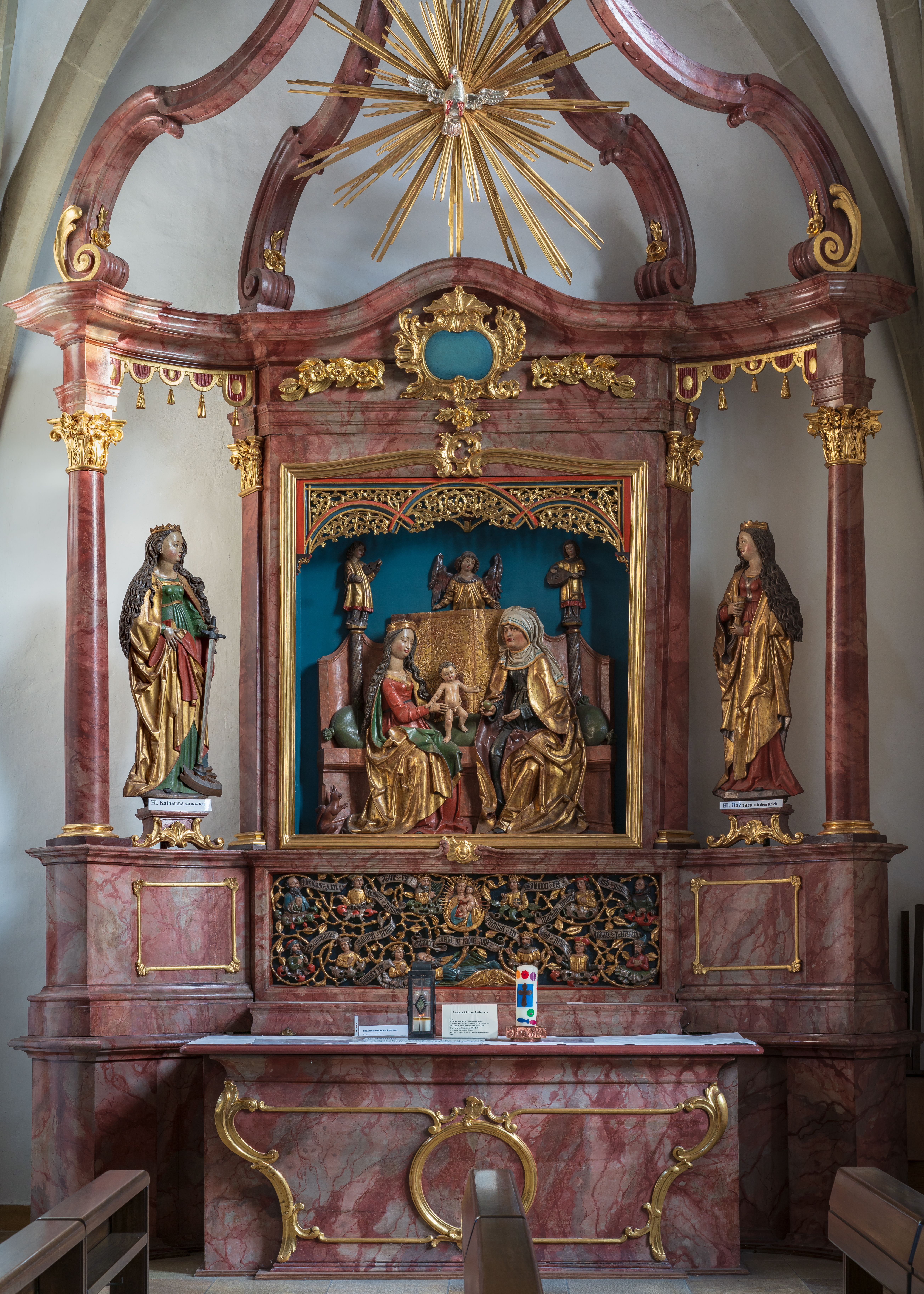
Anna-selbdritt-Altar

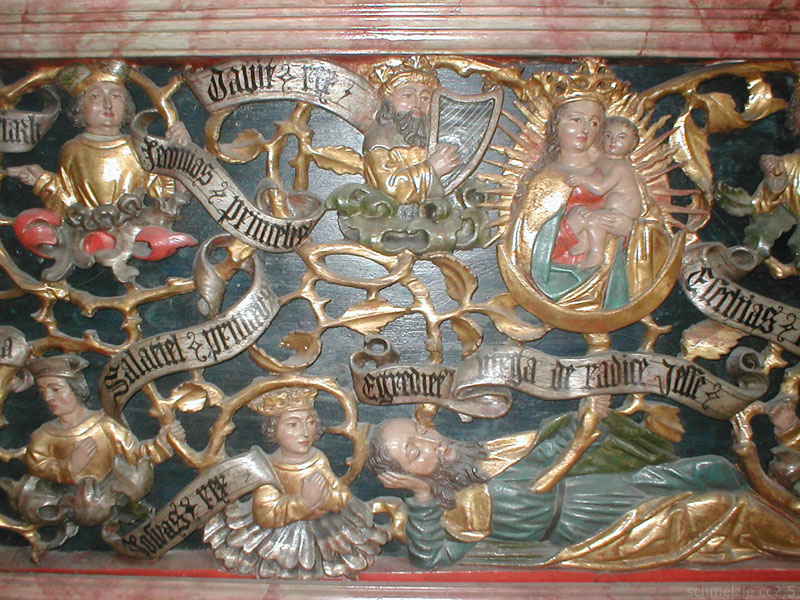
Detail der Predella des Anna-Altars

In der Frühmess-Kapelle befindet sich ein Altar, der aus den Überresten mehrerer historischer Altäre zusammengesetzt wurde. Der Mittelschrein zeigt eine Reliefdarstellung der Anna selbdritt: Maria und Anna auf Thronsesseln mit dem Jesuskind, dahinter musizierende Engel. Zu beiden Seiten des Mittelschreins befinden sich hölzerne Standfiguren der Hl. Katharina und Barbara, jeweils mit ihren Attributen in Händen und mit einer Krone auf dem Kopf. Die Predella zeigt eine detailreiche Reliefschnitzarbeit mit der Wurzel Jesse.
Die Relieftafel mit Anna selbdritt und die seitlich beigefügten Standfiguren sind stilistisch mit den an der gegenüberliegenden Wand angebrachten drei hölzernen Standfiguren verwandt und wohl wie diese um 1500 entstanden. Die Predella weist jüngere Stilmerkmale auf, ist wohl um 1525 entstanden und stammt vermutlich auch von einem anderen Altar, dessen Bildprogramm verloren ist.
Man geht davon aus, dass sich die Teile des Annenaltars bereits seit jeher in der Gundelsheimer Kirche befunden haben und eventuell auch schon für die im 15. Jahrhundert errichtete Frühmesskapelle beschafft worden waren. Die Rahmung der Altarteile entstammt der Zeit der späten Barocks, vermutlich gefertigt im Zuge einer Kirchenrenovierung von 1770. Die Figuren und Reliefs wurden im Lauf der Zeit unterschiedlich farbig gefasst, bei einer Restaurierung 1969/70 wurde dann die älteste nachweisbare Farbfassung freigelegt und konserviert.

### Figurenschmuck
In der Kirche sind zahlreiche weitere Heiligenfiguren angebracht; das Vorhandensein fast aller der Vierzehn Nothelfer weist auf die einstige Bedeutung als Spitalkirche hin. Die hinter Glas ausgestellte Pietà aus Terracotta um 1400 befand sich ursprünglich in der Michaelskapelle in Böttingen.

### Grabdenkmäler
Im Inneren der Stadtpfarrkirche befinden sich mehrere schmuckvolle historische Epitaphe. Im Chorbereich links und rechts des Hauptaltars sind die Grabsteine zweier Deutschordensritter, die auch in der Gruft unter dem Hauptaltar begraben sind: links der Grabstein von Deutschordens-Komtur Johann Christoph von Buseck, rechts der Grabstein von Komtur Josef Maria Roth von Schreckenstein. Zwei sehr schmuckvolle Grabplatten aus dem 16. Jahrhundert befinden sich an der Südwand der Frühmess-Kapelle: der linke Stein von 1541 ist vermutlich für Komtur Heinrich Wolfgang von Rohmberg, rechts davon ein Epitaph für Komtur Johann Egolf von Westernach.

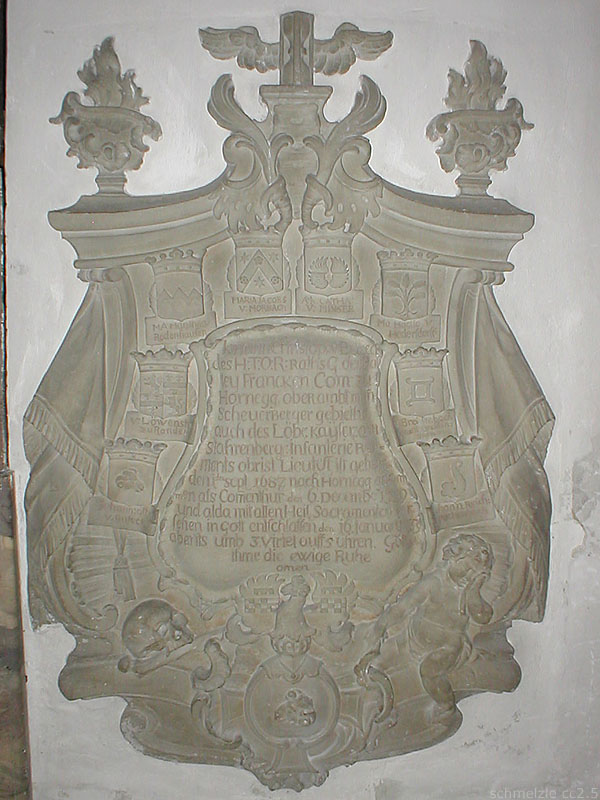
Epitaph für Komtur von Buseck
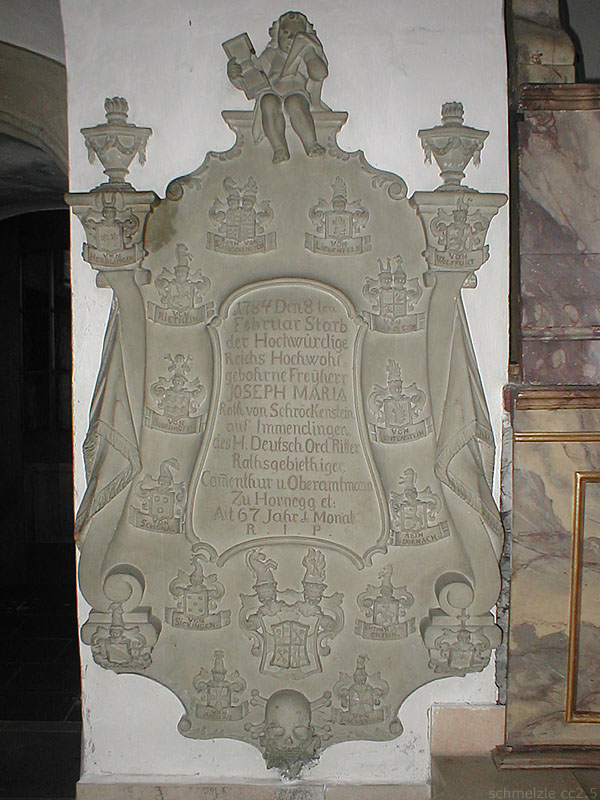
Epitaph für Komtur von Schreckenstein
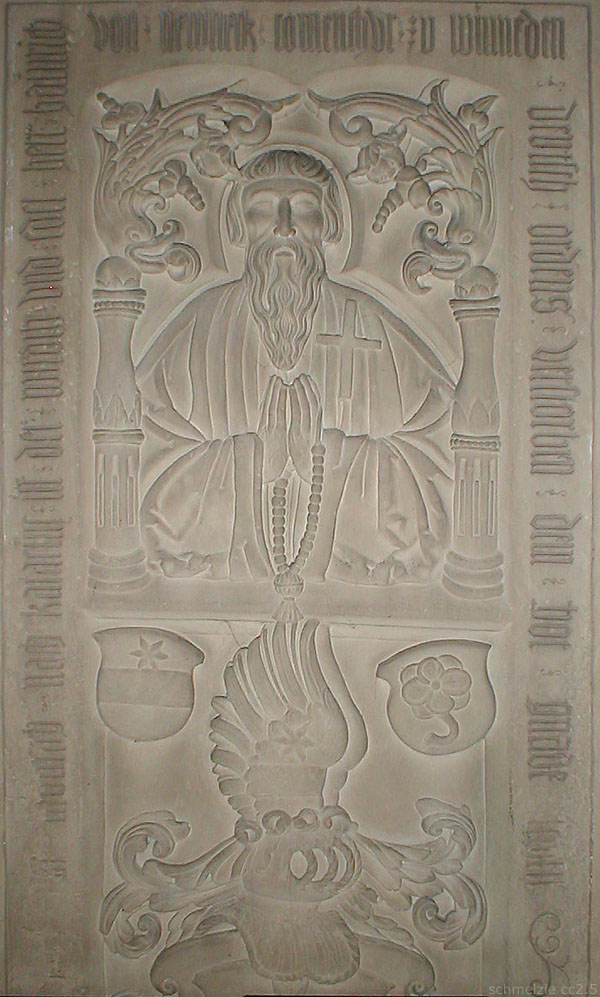
Epitaph für Komtur von Rohmberg
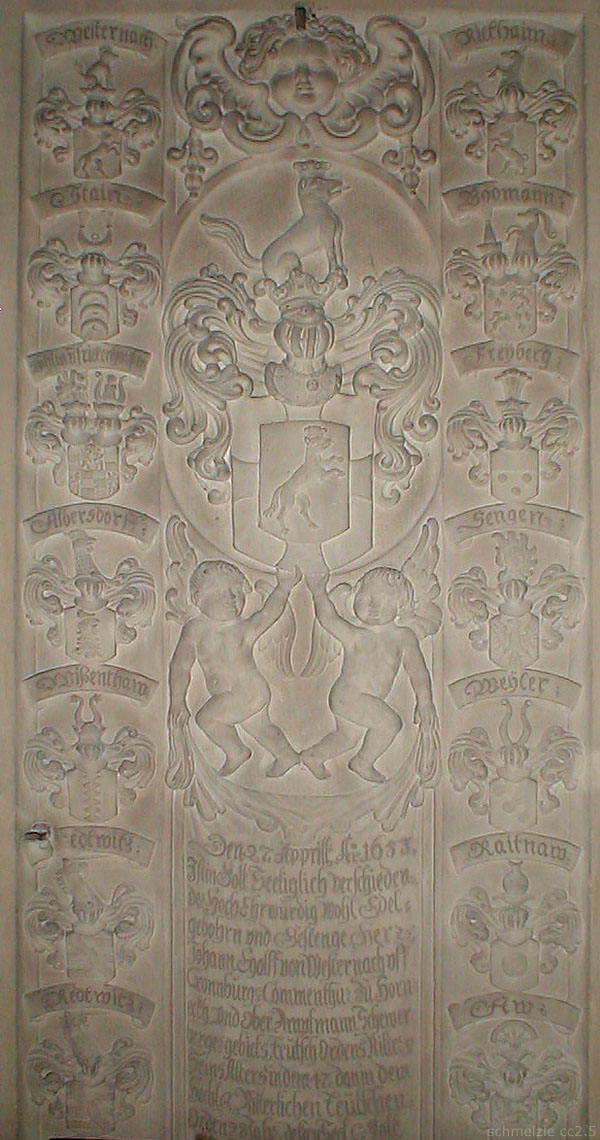
Epitaph für Komtur von Westernach

In die Außenwand des 1922/23 entstandenen nördlichen Seitenschiffs sind drei weitere historische Epitaphe eingelassen. Links ein Standbild des Deutschordens-Ritters Fuchs von Kannenberg († 1543), der sich im Bauernkrieg ausgezeichnet haben soll, in der Mitte der Grabstein des Juden Jankoff Meyer (1665–1740), der auf dem Sterbebett zum katholischen Glauben konvertiert ist, rechts der Grabstein des Notars Carl Rosenacker († 1594).

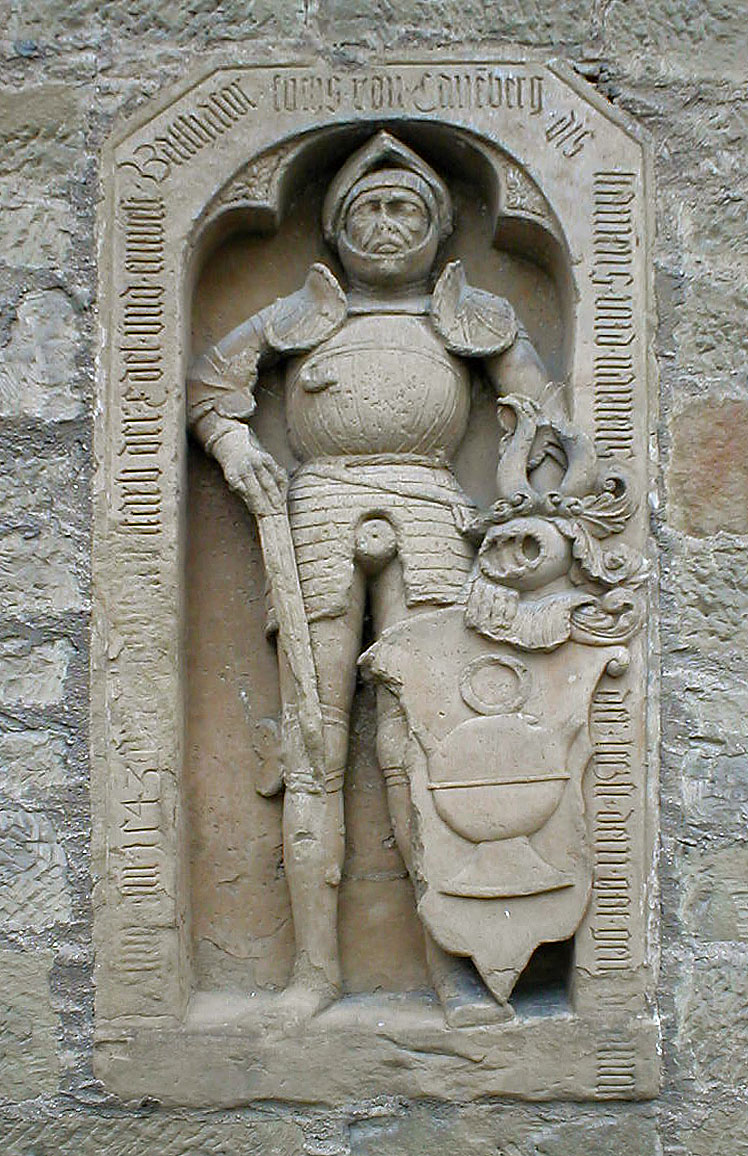
Epitaph für Ritter Fuchs von Kannenberg
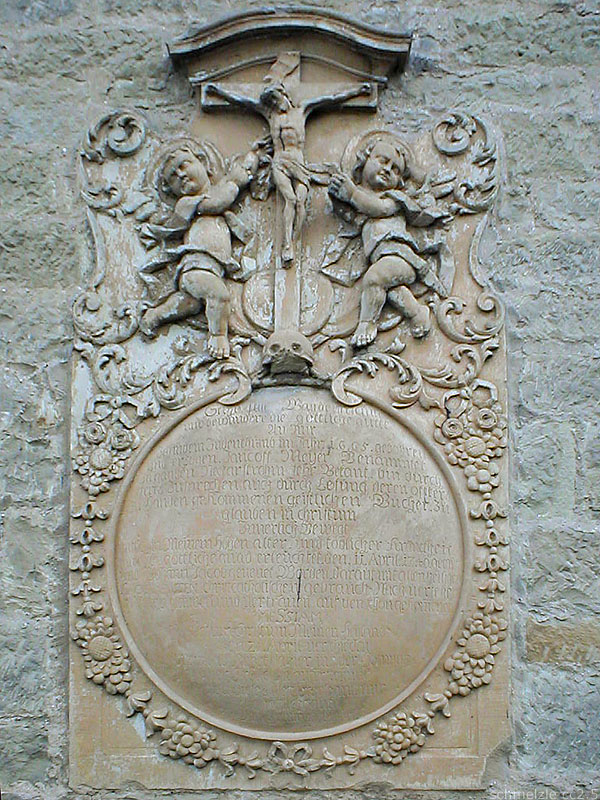
Epitaph für den konvertierten Juden Meyer

## Glocken
Im Kirchturm hängt ein fünfstimmiges Glockengeläut mit einer historischen Glocke, 1673 von Stephan Arnold/Stephan Brunkler gegossen, und vier Glocken der Glockengießerei Bachert aus dem 20. Jahrhundert.
| Glocke | Name                                | Gussjahr | Gewicht | Schlagton | Inschrift                                                   |
| ------ | ----------------------------------- | -------- | ------- | --------- | ----------------------------------------------------------- |
| 1      | Christus-König-Glocke               | 1977     | 1193 kg | e′        | CHRISTUS KOENIG UEBER ALLER WELT UND ZEIT                   |
| 2      | Dreifaltigkeitsglocke               | 1673     | 800 kg  | fis′      | siehe unten                                                 |
| 3      | St.-Nikolaus-Glocke                 | 1954     | 557 kg  | gis′      | HEILIGER NIKOLAUS SCHUTZPATRON UNSERER KIRCHE BITT FUER UNS |
| 4      | Marienglocke (Mutter-Gottes-Glocke) | 1954     | 327 kg  | h′        | ICH RUFE EUCH AUS VOLLER NOT INS FRIEDENSREICH              |
| 5      | Gedächtnis- und Totenglocke         | 1954     | 228 kg  | cis″      | DEN TOTEN ZUM GEDAECHTNIS DEN LEBENDEN ZUM VERMAECHTNIS     |

Inschrift der historischen Dreifaltigkeitsglocke:
DEN 14. JULI 1673 IST UMGEGOSSEN WORDEN DIESE GLOCKEN DURCH DIE STADT GUNDELSHEIM UNTER DEM HOCHWUERDIGEN FUERSTEN UND HERRN JOHANN CASPAR ADMINISTRATOR. ZU EHREN DER ALLERHEILIGSTEN DREIFALTIGKEIT, UNSERER LIEBEN FRAUEN UND DES HEILIGEN NIKOLAUS, IHREN NAMEN MARIA SUSANNA. JOERG FRANZ, SCHULTHEISS UND HANS PHILIPP MUELLER, BUERGERMEISTER. STEPHAN BRUNKLER UND STEPHAN ARNOLD HABEN MICH GEGOSSEN ANNO 1673

## Nachweise
1. ↑  Glocken von St. Nikolaus Gundelsheim bei youtube.com

Koordinaten: 49° 17′ 6″ N, 9° 9′ 30,8″ O